# Željko Petrović
Željko Petrović (chữ Kirin: Жељко Петровић; sinh ngày 13 tháng 11 năm 1965) là một huấn luyện viên và cựu cầu thủ bóng đá Montenegro. Ông chơi cho Liên bang Nam Tư tại Giải vô địch bóng đá thế giới 1998.

## Thống kê sự nghiệp
| Nam Tư           | Nam Tư | Nam Tư |
| ---------------- | ------ | ------ |
| 1990             | 1      | 0      |
| 1991             | 1      | 0      |
| Tổng cộng        | 2      | 0      |
| Đội tuyển Nam Tư |        |        |
| 1997             | 8      | 0      |
| 1998             | 8      | 0      |
| Tổng cộng        | 16     | 0      |